# ロシア飢饉 (1921年-1922年)

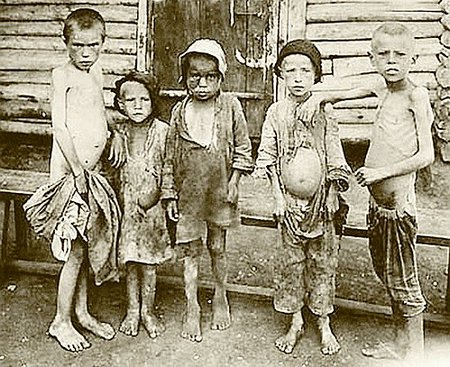
飢えた子供たち。1921年、オレンブルク

1921年-1922年のロシア飢饉（ロシア語: Голод в Поволжье; 英語: Russian famine of 1921–1922）は、1921年から1922年にかけてロシアで発生した飢饉である。

## 概要
1917年の十月革命、その後のロシア内戦と諸外国の干渉戦争による混乱のなか、1921年夏に旱魃が襲い、ヴォルガ川流域地帯を中心に広範囲で飢饉が起きた。餓死者の数には諸説ある。数百万人、100万人以上などである。ソヴィエト政権では、レーニンの強い要求により、1921年3月に「新経済政策」（ネップ）を導入した。ネップによって穀物生産は増えはじめ、1925年には第1次世界大戦前の水準に回復した。
一方、ロシア内戦期を専門とするロシア史学者梶川伸一は、1921／22年飢饉に対する研究の遅れを指摘する。ことにソヴィエト時代には、飢饉は実際よりはるかに過小に見積もられ、些末な事件として扱われた。そのように事実がゆがめられた背景には、以下の理由があるとする。
1. レーニンはスターリンとは違い、欠点のない指導者であった。
2. ネップは農民のために行われたのだから、農民が悲惨な目に遭うはずがない。
3. 飢饉救済はアメリカ救済局（American Relief Administration、略称A.R.A.）を初めとする諸外国の組織であった[3]。

『共産主義黒書〈ソ連篇〉』（ステファヌ・クルトワ＋ニコラ ヴェルト著）では、ソヴィエト政府の食物徴収の過酷さを指摘するとともに、1922年3月19日にレーニンが政治局のメンバーに書いた手紙を紹介している。「飢饉は『敵（白軍）の頭に致命的な一撃を与え』るために利用できるかもしれない」という内容で、レーニンが飢饉の終息にさして興味がなかったことを示している。

## 背景

### ロシアの農業
ロシアの自然条件は厳しく、農業に不利な地域が多い。国土の大半が高緯度寒冷地に位置し、作物は春小麦、ライ麦、甜菜（てんさい）といった、北方性農産物や酪農になる。霜のない期間は、黒土地帯で年間130日から160日に過ぎない。
また南部の多くの地域は乾燥地域にあり、旱魃の被害を受けやすい。
2006年から2012年にかけて、旧ロシア帝国、旧ソヴィエト連邦であるカザフスタン、ロシア、ウクライナの三国が世界の穀物輸出量の14%を占めるようになった。21世紀になっても旱魃などの影響で、凶作と豊作の差が激しく、安定供給が難しい状態である⁠。
イギリスでは18世紀後半には、播（ま）いた種の10倍の収穫を得るようになっていた。だが、ロシアでは19世紀末ですら5倍であ⁠った。
ロシアにおいても、ヴォルガ川下流域や現ウクライナにあたる黒海沿岸地域では、19世紀末から第1次大戦直前にかけて、穀物の収穫量が大きく増えた。とはいえ、ヨーロッパで8世紀から19世紀まで行われていた三圃式農業（さんぽしきのうぎょう）が、いまだ広く行われ、1875年に凶作、1891年には旱魃による大飢饉、1906年は不作、1911年は凶作が起きた。

## 人災としての側面

### 第1次大戦、十月革命、内戦
1914年から始まった第1次世界大戦では、ロシアの敗色が濃厚で、動員された将兵は1430万人、死傷者は500万人以上である。1917年になると輸送網が麻痺して、前線や都市住民の食糧の確保も難しくなっていた。二月革命の発端はユリウス暦 2月23日（現3月8日）、ペトログラードでの「パンをよこせ」デモであった。
ボリシェヴィキ（1918年よりロシア共産党）は、1917年の十月革命により政権を奪取したが、農村に支持基盤がなかった。農民はむしろエスエルを支持していた。十月革命時に、全ロシア・ソヴィエト大会が「土地に関する布告」を発した。これは従来の農村共同体（ミール）を通じて農民に土地を与える内容であった。この政策によって、農民層にボリシェヴィキへの支持が広がる可能性が出てきた。
1918年3月、ブレスト＝リトフスク条約によって、第1次世界大戦が終結した。1918年5月には、チェコスロヴァキア軍団がロシアとドイツの講和にともない、ロシア共和国内を通過の際、反乱を起こした。ロシア国内で、さまざまな勢力が衝突する、内戦が始まった。

### 共産党の食糧政策
前述のように、1917年の十月革命は、ツァーリ政権と臨時政府がともに、都市と国内の工業中心地、首都に食糧を確保できないことが直接の引き金であった。当然のように、食糧問題は新政権の存亡をかけた課題となった。
1918年初頭には、党政府が持っていた食糧資源は、ヴォルガ地方と中央黒土地帯だけであった。農村自体も深刻な食糧難に襲われていたにしろ、党政府は都市、ことに首都の食糧不足を解決しなければならなかった。彼らが選んだのは、国の穀物独占であり食糧独裁である。

### 食糧独裁の開始

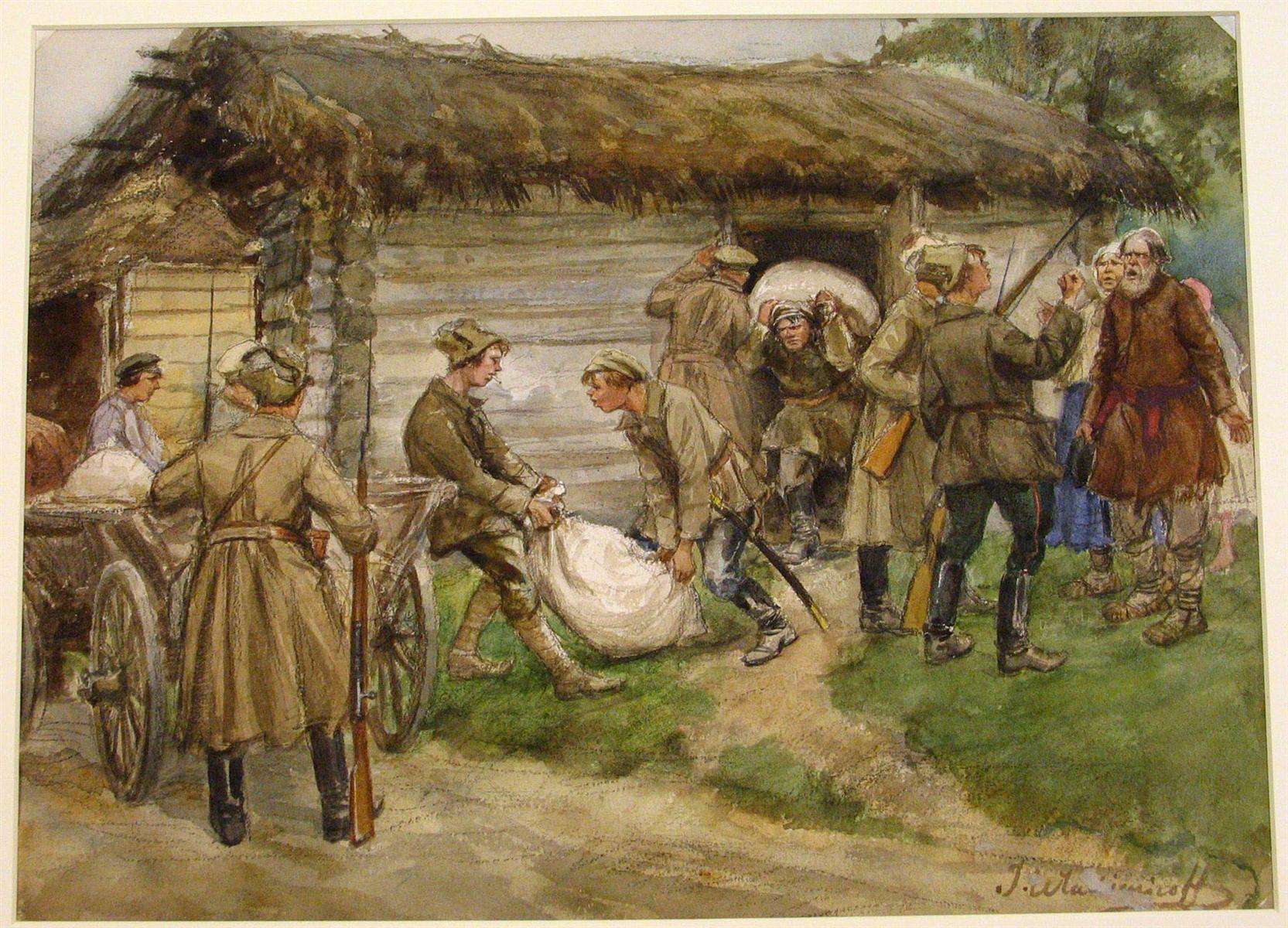
農民からの穀物の徴発。 Ivan Vladimirov作。

1918年5月に、ロシア共産党は「食糧独裁｣を行いはじめた。農民の余剰食糧をすべて都市に集めるために、農村に、武装した食糧徴発隊を送り込み、徹底的な徴発を行った。
第1次大戦時から食糧徴発は行われていたが、帝政政府やロシア臨時政府にはとうとう完遂できなかった。ソヴィエト政府のみが、みずからの正義を強く確信していたために、ある程度まで成し遂げた。またロシア共産党は、欧米諸国や日本による対ソ干渉戦争やロシア内戦にあたって、軍隊再建のために農村から人や馬を供出させた。農村には労働力や農産物の蓄えといった余力がなくなっていった。
食糧調達は、1919年1月には、中央で計画されたプランに変わった。県、地区、郡、村落共同体（ミール）ごとに、予測された収穫に対して一定の割り合いを国家に供出するのである。
対象となる食糧は、穀物のほかに、じゃがいも、蜂蜜、卵、バター、ひまわりなど油を採るための植物、肉、クリーム、ミルクなども含まれており、各ミールは割り当てを納めるための連帯責任を背負い、村全体の割り当てを完全にまとめてからでないと当局は受け取らなかった。納入した農産物は国家に買い取られるのだが、代金はほとんど名目だけであった。ルーブルの価値は下落し、1920年末には金ルーブルに対して4%の価値しかなかった。

### 農民反乱
そのような状況下で、1918年夏ごろから農民反乱が始まった。
ソヴィエト連邦存在時には、1918年から1921年の農民の反乱の原因は、単純な階級的理由とされていた。すなわち富農（クラーク）が起こしたもの、反ボリシェヴィキ政党の煽動によるものである。1990年代に入り、ロシアの研究者たちは、反乱は共産党の農民政策に対する農民の大きな不満から起きたものであり、ロシア内戦の一部であり、内戦の行く末を決める要因となったと見做すようになった。
ブレスト=リトフスク条約による領土の割譲によって、人口3600万人と商品穀物の35%が失われ、内戦によりウクライナ、南ロシア、シベリアが共産党から離れた。ロシア共産党が掌握しているのはヴォルガ地方と中央黒土地帯だけであった。同地の農民からの食糧調達が激しくなるとともに、また農民反乱も増えた。1919年3月、ヴォルガ中流域で数十万人規模のチャパン戦争、1920年のフォーク反乱（黒鷲反乱）などが起きた。
ことに反乱が激しかったのはタンボフ県である。タンボフ県はモスクワにもっとも近い穀倉地帯で、1918年の秋以来、100件近い食糧徴発隊が入った。
1920年には、食糧供出の割り当てが、1800万プード（1プードは約16.38キログラム、すなわち29万4840トン）から2700万プード（44万2260トン）に増えた。農民たちは、食糧を育てあげてもすぐに徴発されることがわかっていたため、作付面積を減らした。割り当てを達成すると飢餓に直結する。タンボフ県の農民たちは、1920年8月、元・社会革命党（エスエル）のアントーノフをリーダーとする反乱を起こした。反乱軍は五万人にも達した。
1921年初めには、農民の反乱はヴォルガ流域から西シベリアにまで広がった。西シベリアでは、ロシア共産党は都市を点状に押さえているに過ぎなかった。
1921年1月、政府はモスクワやペトログラードといった工業都市でのパンの配給を3分の1に減らす布告をした。2月にはペトログラード沖のクロンシュタット基地の水兵が反乱を起こした。（クロンシュタットの反乱）
ロシア共産党直属の秘密警察チェーカーは反乱軍を徹底的に弾圧した。

### 1920年旱魃と凶作の無視
本記事のテーマであるロシア大飢饉は、1921年夏の旱魃によって発生したとされるが、1920年からすでに、旱魃やバッタの害（蝗害)のために、各地が凶作に見舞われていた。地方チェーカーと軍事情報部から、多数の報告が中央機関に寄せられている。
さらに、ヴォルガ流域では1917年からすでに不作であった。食糧人民委員会によると、サラトフ県の収穫は平年では1億4000万プードだが、3分の1の5086万7000プードの収穫しかなかった。サマーラ県は平年の1億5000万プードにくらべ、4129万9000プードでやはり収穫量は1/3である。
1920年7月にはカルーガ県コゼリスク郡から、餓死を含む飢饉が報告された。
9月21日の人民委員会議（閣僚会議）では、リャザン、カルーガ、トゥーラ、ブリャンスク、オリョール県を凶作県に認定し、のちにツァリーツィン県も加わった。
凶作県に認定された地域以外でも、旱魃と不作が始まっていた。が、中央機関は無視した。
アントーノフ蜂起の中心となったタンボフ県では、5月から秋蒔きの刈り入れまで、県内では旱魃が続き、時折、ほんのすこし雨が降っただけだという。
ヴォルガ川流域のサマーラ県では1920年夏から旱魃の兆しが現れた。
他にも1920年の旱魃で凶作が起きた県としては、スモレンスク県、タンボフ、ウラジミル、モスクワ、イヴァノヴォ=ヴォズネセンスク、ペルミなどがある。シベリアのトムスク県ノヴォニコラエフスクの郷では旱魃とバッタの害で1920年の収穫は全滅に近かった。

## 1921年、大飢饉到来とネップ

### 1921年大旱魃

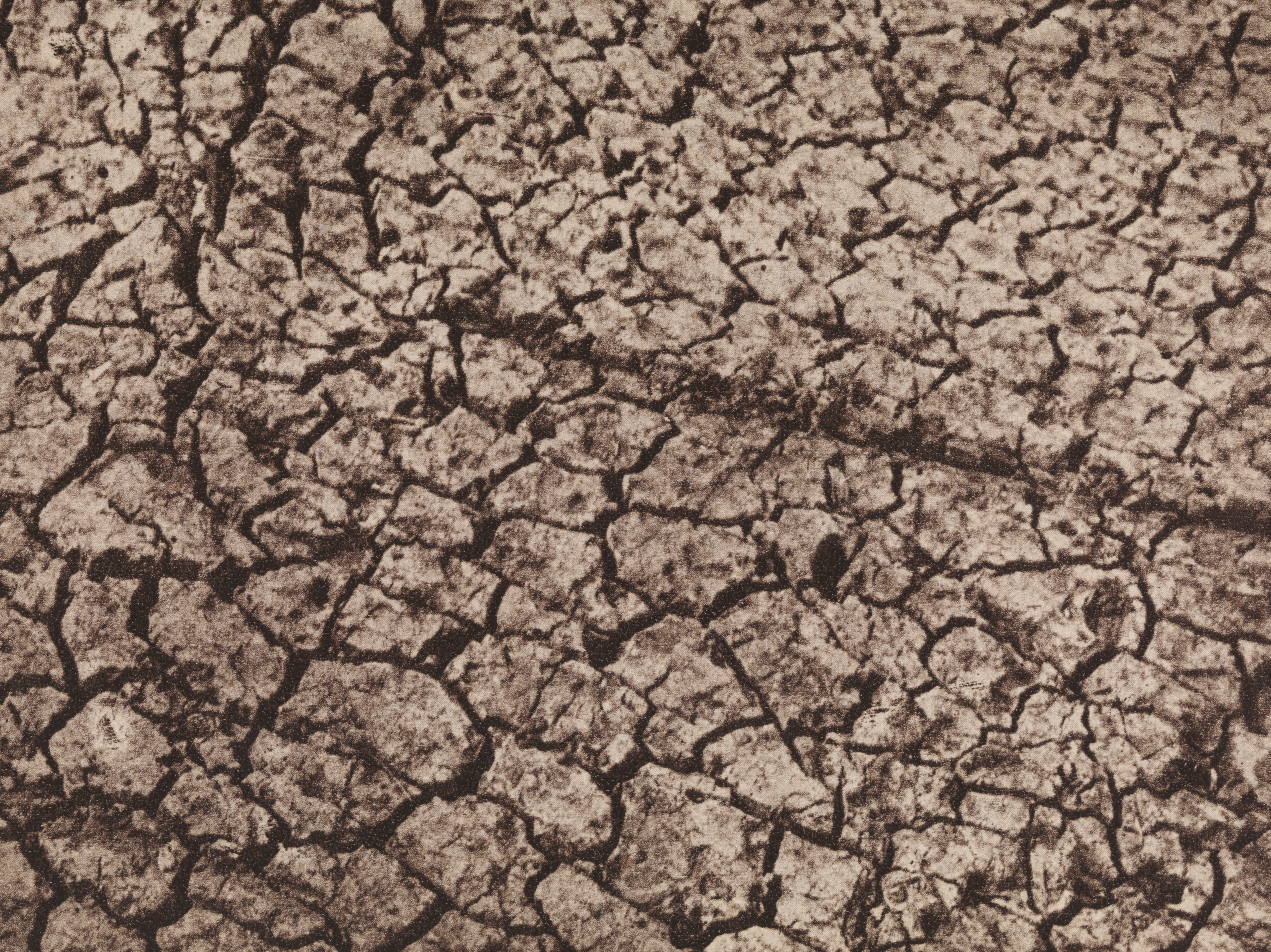
1921年、乾ききった土壌。ナンセンによる写真。場所不明

1921年になると、旱魃は激しさを増した。サマーラ県では1920年夏から雨が減り、この時期から一年間の降水量は平年の半分であった。秋の降水も積雪も少なく、1921年には、春が異様に早く訪れ、強い陽光によって、秋蒔きの穀物が枯れていった。例年より、はるかに雨が少なく、平均気温は高かった。ライ麦は早く熟しすぎて萎れた。収穫は平年の20分の1から30分の1になった。家畜も激減した。いままでの過酷な割当徴収などによって農村には凶作に耐える力はもうなかった。5月には餓死者が出始めた。

### ネップの導入と共産党の飢饉認知

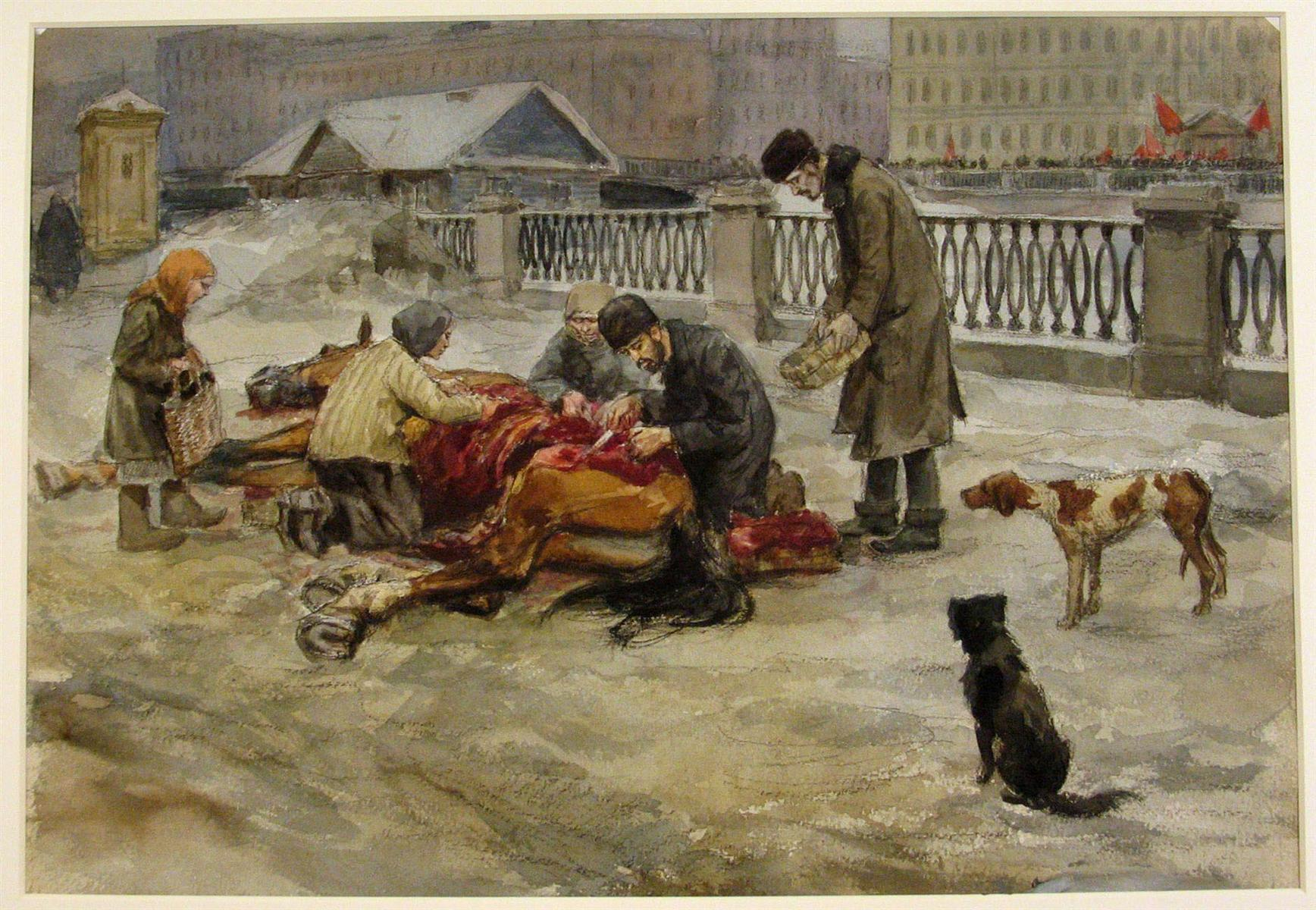
「飢饉」 Ivan Vladimirov作。

1921年3月に「新経済政策」（通称ネップ）が導入された。ロシア共産党の危機を脱するために一時的に資本主義的な政策を取り込んだものであった。農民に対しては、強制的な食糧徴収のかわりに、現物税を導入した。つまり、収穫した作物の一定の割合を税として納め、残りは市場で売買することを含め、自由に処分することを認めるものであった。
ネップは緊張緩和と経済再建に役立ったとされる
。
1921年7月22日付け『プラウダ』が、最終ページの小さな記事「農業戦線」において食糧問題の存在を初めて伝えた。続報は、ロシアの農業技術の遅れや帝政時代の批判を行うだけで、共産党による食糧徴発の責任にはまったく触れなかった。
レーニンとモロトフは1921年7月30日、党と県の全指導者に、次のように命じた。
収集機構を強化し、農村住民に完全納税の政治的・経済的重要性を説明して盛んな宣伝活動を行い……現物税収集機関が党の権威と国家の全懲罰機構とを活用するようにせよ！—レーニン、モロトフ、『共産主義黒書 《ソ連篇》』

## 諸外国の救援とソ連政府の対応

### 1891年大飢饉
「ルーシ（ロシアの古名）では飢えで死ぬ人間は一人もいない」という諺（ことわざ）がある。帝政時代には、飢える代わりに職業的な乞食（ニシチイ）になれた。モスクワには全員が乞食をする村もあった。
19世紀後半の農民は、汗水垂らして得た物だけに所有権と価値を認めた。肉体労働によらない財産は、誰の物でもなく、盗んでも罪にならないと考えられた。他人の盗みに対しては、社会や運命の犠牲になったと見做され、同情された。
富や起業家たちは、ロシアでは常に否定的な目で見られた。19世紀後半から力を持った裕福な商人たちは、信心深いキリスト教ロシア正教会信者や古儀式派の信徒でもあった。彼らは贖罪を望み、商人やインテリゲンツァは、引け目を貧民への喜捨で補った。1891年の大飢饉のさいには、大勢の人たちが農村へ入って飢餓民を助けようとした。

### 全ロシア飢餓救済委員会から飢餓救済中央委員会へ

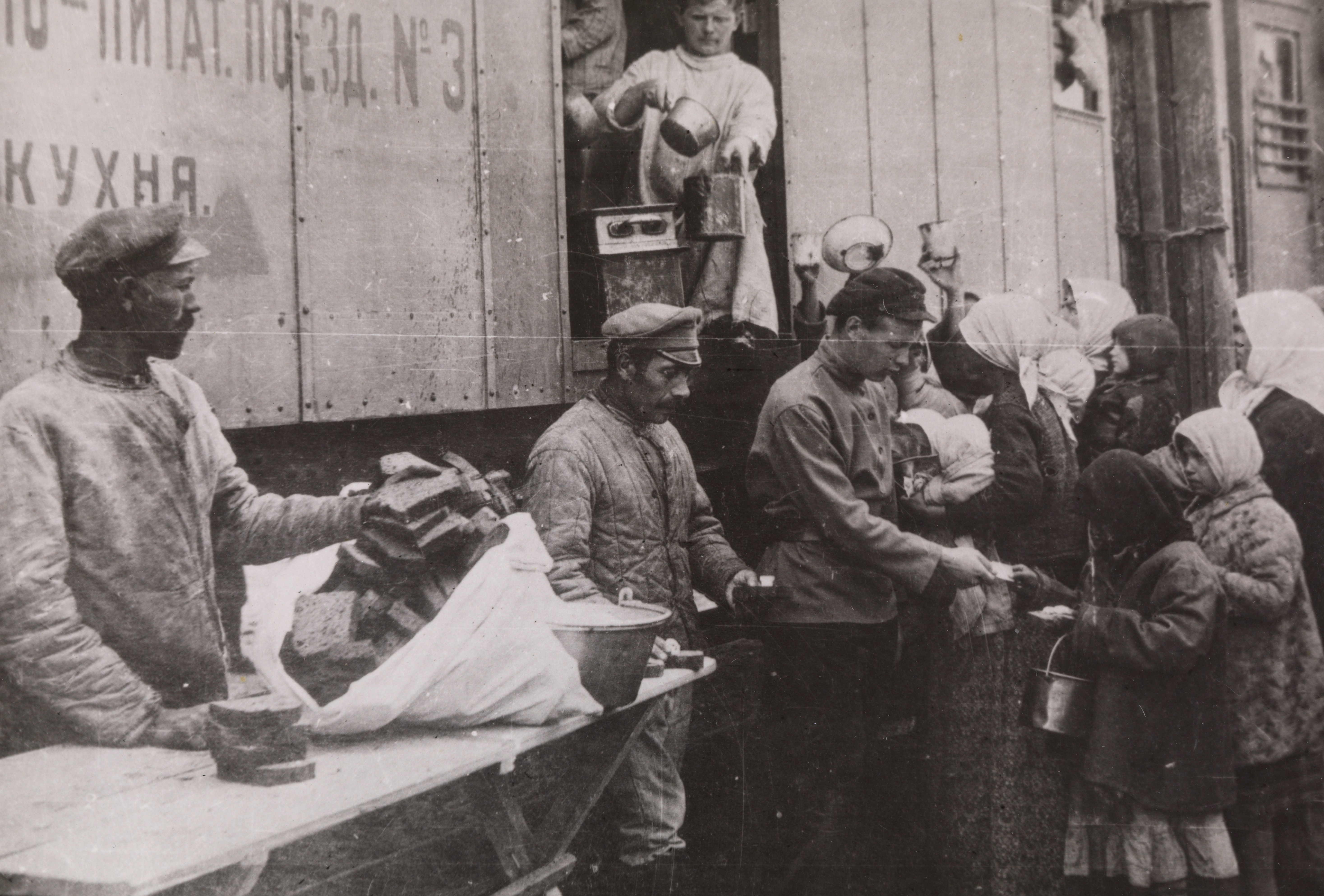
救助活動のようす。パンの配給。1922年より前

1921年6月、インテリゲンツァ、農学者、経済学者、大学関係者らがモスクワ農業協会に集まり、飢餓と闘う委員会を結成した。女性ジャーナリストのエカチェリーナ・クスコーヴァは作家のマクシム・ゴーリキーと親しく、彼の仲介で共産党のカーメネフに面会した。委員会のメンバーは、指導的人物を勧誘した。多くの高名な人物が参加した。1891年の飢饉のさいにも積極的に援助を行った、西ヨーロッパでも知られた科学者や文学者、文化人らである。1921年7月21日にロシア共産党政府は彼らを合法化し、あらたに「全ロシア飢餓救済委員会」と命名した。全ロシア飢餓救済委員会は、外国の諸機関と連絡を取る権利を与えられた。委員会はまず、ロシア正教会モスクワ総主教ティーホンに連絡した。ティーホン総主教はすべての教会に対して、飢えた人々に救いの手を差し伸べるよう指示した。奉神礼（ほうしんれい、礼拝）に不必要な教会の聖物を売却することさえ許した。
委員会はさまざまな外国の国際機関と接触し、赤十字、クエーカー教徒、アメリカ救済委員会American Relief Administration（A.R.A.）などが名乗り出た。A.R.A.の代表は、当時商務長官で、後に大統領となるハーバート・フーヴァーである。フーヴァーはアメリカ人捕虜の即時釈放を条件として、A.R.A.がロシアを援助すると電報を送った。援助を巡る交渉がリガで行われた。ロシア援助の全権首席にはノルウェーの探検家・政治家で、国際連盟の難民高等弁務官であるフリチョフ・ナンセンが選ばれた。1921年8月27日、ロシア共産党政府とA.R.A.の代表が「リガ協定」を結んだ。
しかし、その6日後、諸外国の支援に疑念を感じた党中央によって、全ロシア飢餓救済委員会は解散させられた。メンバーはモスクワから追放され、党の監視下に置かれた。レーニンは新聞に対して、委員会に参加していた60人のメンバーをこきおろし、嘲笑するように命じた。『飢餓をもてあそぶべきではない！』（『プラウダ』1921年8月30日）、『反革命の……救済委員会』（『イズベスチヤ』1921年8月30日）といった見出しの記事が新聞に載った。
1922年の夏に、政府は、クスコーヴァらの全ロシア飢餓救済委員会に代わって、飢餓救済中央委員会（ポムゴル）を設置した。人民委員部の役人からなる非効率的な組織であった。
飢餓の援助を受け入れ、一定の活動の自由を与えることになった党指導部だが、欧米列強の義援活動に厚意以外の思惑を見た。そのため、1921年8月の中央委員会では、飢饉地帯の農民に対して、「外国人の救援はロシア農民を奴隷化するためのものだ」とするプロパガンダを行うことが秘密裏に決まった。

### 外国による援助活動の開始
1921年9月にA.R.A.の活動が始まる。彼らの援助地区は、ヴォルガ流域とウラル地方全域の７つの地区、さらにモスクワ、ペトログラードを合わせた9地区であった。

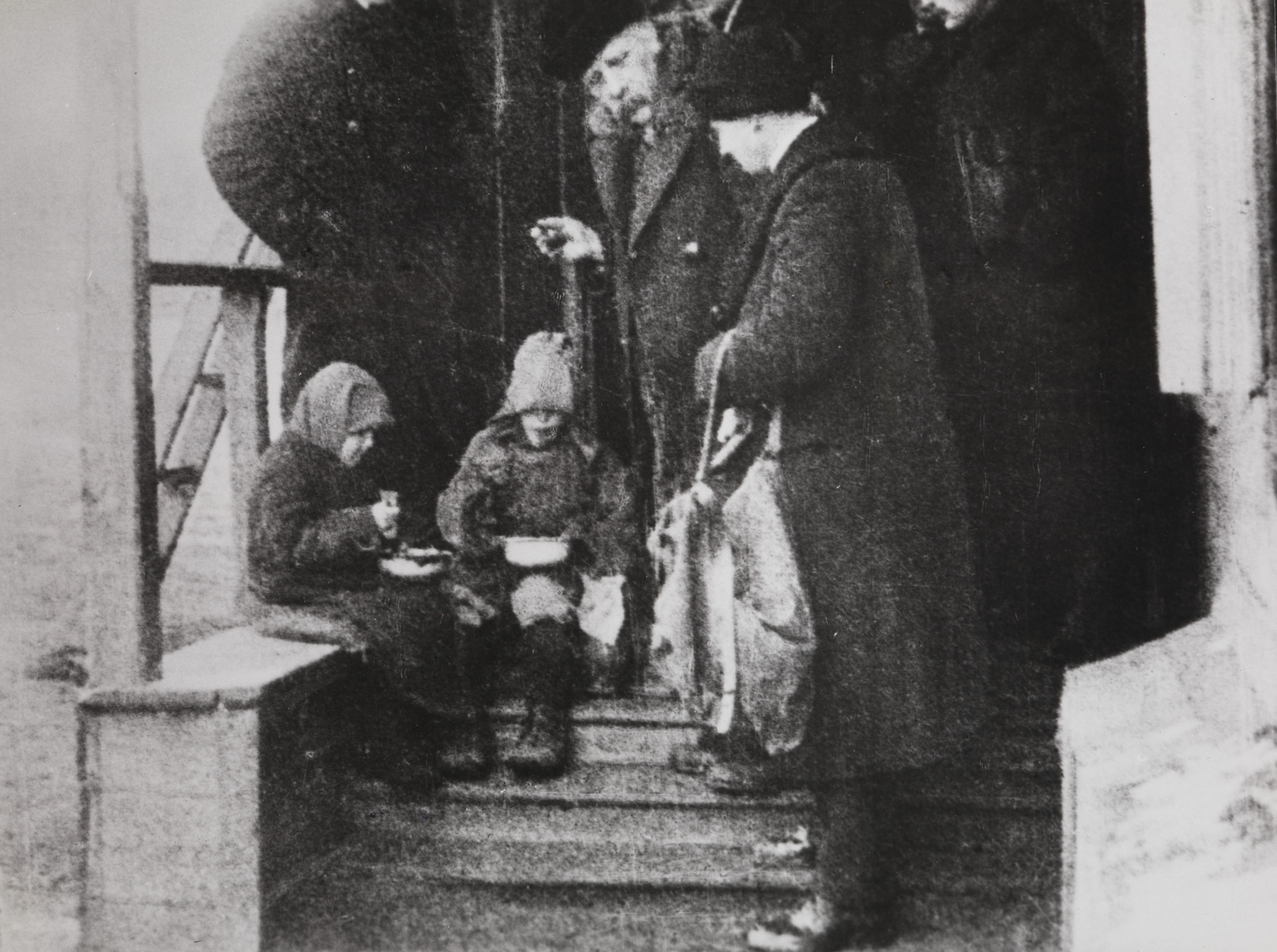
パン配給場で味見をするナンセン。右から2番目の男性。1922年より前。

西ヨーロッパでも援助について反発があり、ナンセンはボリシェヴィキの手先だという強い非難を受けていた。1921年秋のジュネーヴの国連会議における飢餓救援のための講演でナンセンは、2、3000万人の人々が飢饉と死に晒されており、2ヶ月のあいだに援助を受け取らねば彼らは全滅する。また、自分たちの活動が、反ボリシェヴィキ勢力の妨害を受けていること、それは、この救済活動によってロシア共産党政府に力を貸すことになるのではないかという恐れから来ている。ナンセンは、西ヨーロッパには情け深い援助を行う人々がいることをロシアの民衆が知れば、共産党だけが力を持つような事態にはならないであろうと言った。かつ、ロシア共産党が力を手に入れようと、2000万人の飢えた人々を見殺しにするより良いではないか、と演説した。
国別の救援貨物の量（2632万9000プード）は、アメリカが突出して一位の72.9%だった。以下、ドイツが12.5%、スウェーデンの4.7%、ラトヴィアの4.6%である。

## 被害

### 公式発表による被害

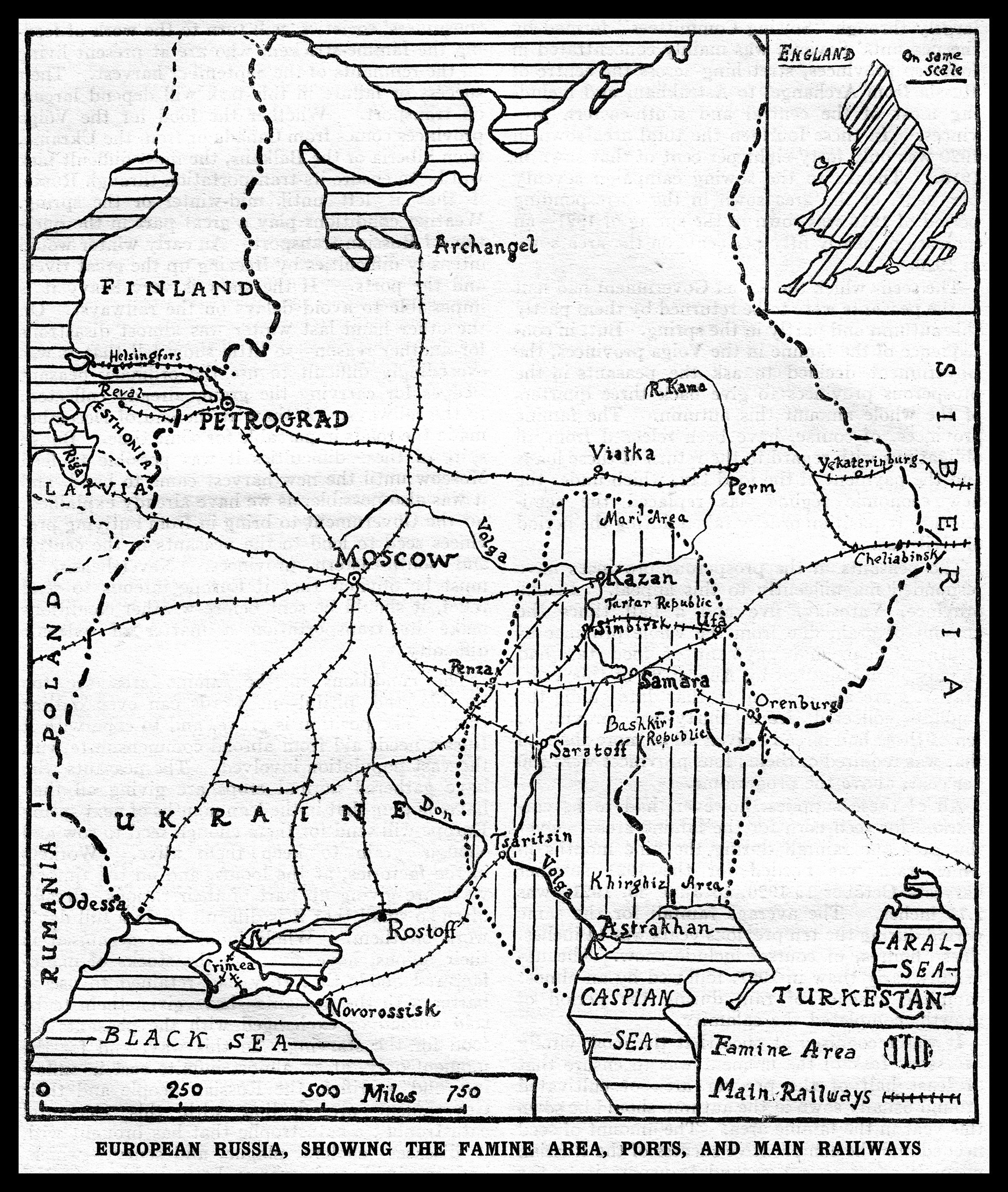
1921年10月の時点で飢饉の影響を受けたとされるエリア。1922年までの実際の被害地域ははるかに広範囲である。出典はアメリカの学術誌”the Russian Review”

当時の公式発表では、1921年7月21日と8月4日づけソヴィエト中央執行委員会の政令によって凶作地域が認定された。まずヴォルガ川流域の8つの地域、またウラル地方の3つの地域である。この認定地域は、1921年12月までにさらに広がり、10の県や自治共和国が加わった。ポムゴル中央特別委員会では、ヨーロッパ地域とアジア地域を含めたロシア共和国全体で、1921年総播種面積の40%にあたる2100万デシャチーナ（1デシャチーナは約1.1ヘクタール、すなわち約2310万ヘクタール）以上が飢饉地域に指定され、住民約3600万人の罹災（りさい）が指摘された。中央統計管理局によると、1921年-1922年のあいだに505万3000人が餓死した。

### 被害の研究

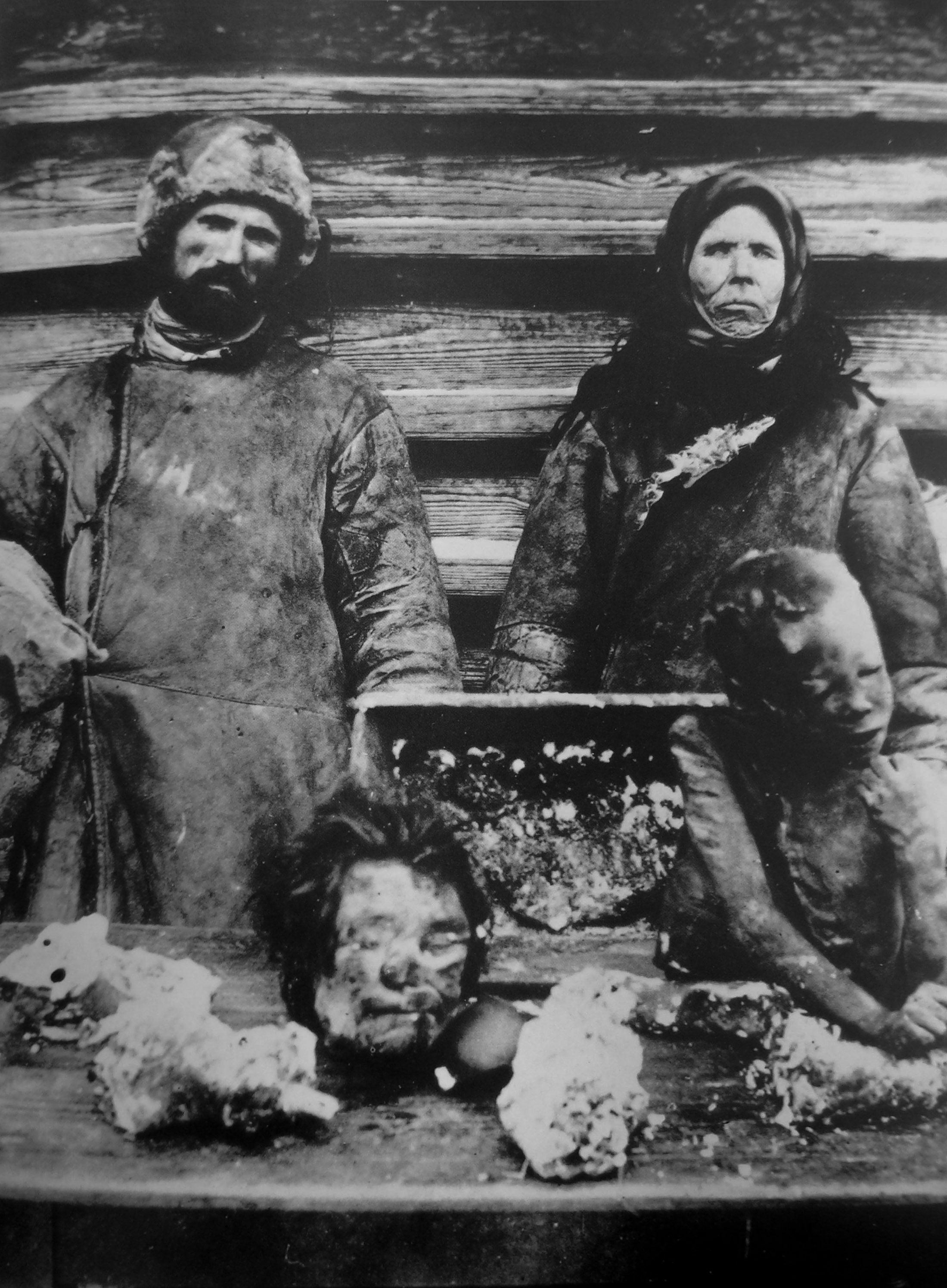
サマーラでの人肉食（1921年）

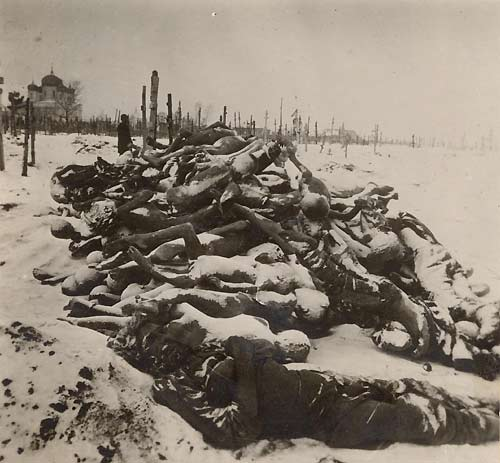
墓地の前に積み上げられる遺体（ナンセン、1921年）

飢饉地域の認定は政治的な理由に左右された。また、ヴォロネジ県のように飢饉地帯に認定されていない地域でも餓死を含む飢饉は起きており、飢饉地帯と罹災人数を正確に確認できる資料は見つかっていない。しかし、さまざまな資料から被害が推計されている。
1921年の冬から1922年夏にかけての飢饉最大期には、ヴォルガ中・下流域・ウクライナ南部、ウラル山麓、北カフカースといったヨーロッパロシアの東・南東・南の地域の330万平方キロメートルから、シベリアや中央アジアにも広がった。全国74県のうち、20から34県に及んだ。飢餓数の総数は2200万人から3350万人のあいだで推計されたが、20世紀ロシア人口史研究家ジロムスカヤらの研究によると、1922年末に成立するソ連の総人口1／4になる3500万人が罹災者だとする。死者の合計は125万人から1000万人までと開きが多い。

#### 難民と伝染病
A.R.A.の報告によると、飢饉のために、1922年6月までに150万人の人々が食糧を求めて各地へ移動し、難民となった。シベリアを目指した者も、クバンや、ウクライナに南下する者、中央ロシア、モスクワなどに向かう者もいた。飢饉地域にいた時より良い状況に恵まれる者はまれであった。
難民は病気も運んだ。1918年-1920年の夏にかけて飢饉とともにチフスが流行し、500万以上の症状が報告された。。
その他の伝染病としては、マラリア、回帰熱、腸チフス、天然痘、結核、トラホームペラグラなどがある。感染症２つないし３つ以上に罹患する複合感染症の患者もいた。
慢性的な栄養不足による、くる病や壊血病が非常に増えた。また、飢餓浮腫の発症例も多かった。

#### 子供の被害
1920年から1922年にヨーロッパロシアの死亡率と乳児死亡率が上昇し、出生率は急激に減った。教育予算の比率が減り、保育施設は7割以上減った。内戦と飢饉で、浮浪児が500万人ほど生まれ、彼らを収容する児童ホームが1.6倍に増えた。入所者の増加などから、大半が死亡する事件が頻繁に起きた。
飢饉地帯から子供を疎開（そかい）させる活動も行われた。15万から25万人の子供が移動したが、移動距離は数百キロに達し、1割から2割の子供が途中で死亡した。疎開の結果、伝染病が疎開先の土地に広がった。そのため、1924年には子供の疎開は中止された。

#### シベリア
ヴォルガ川流域以外の被害としては、1921年12月にチェーカー長官のジェルジンスキーがシベリアに派遣された。食糧徴発のためである。ジェルジンスキーは「移動革命裁判所」を設置した。村々を巡回して、税を払えない農民を投獄、収容所送りにした。

## 飢饉の利用と終息

### 教会財産の接収

ロシア・ボリシェヴィキによる教会財産の接収。 Ivan Vladimirov作。

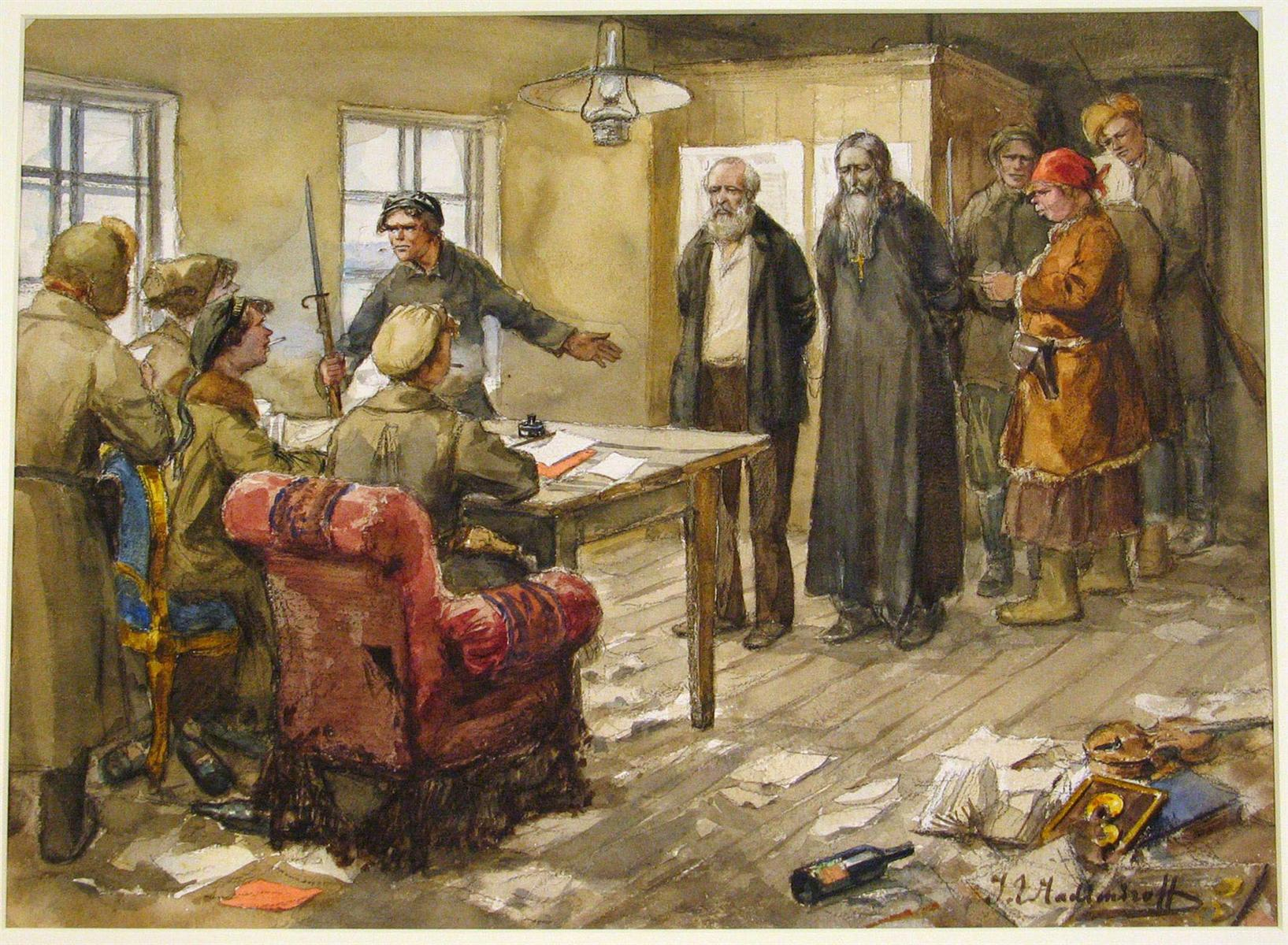
ロシア・革命派によって死刑を宣告される聖職者と地主。 Ivan Vladimirov作。

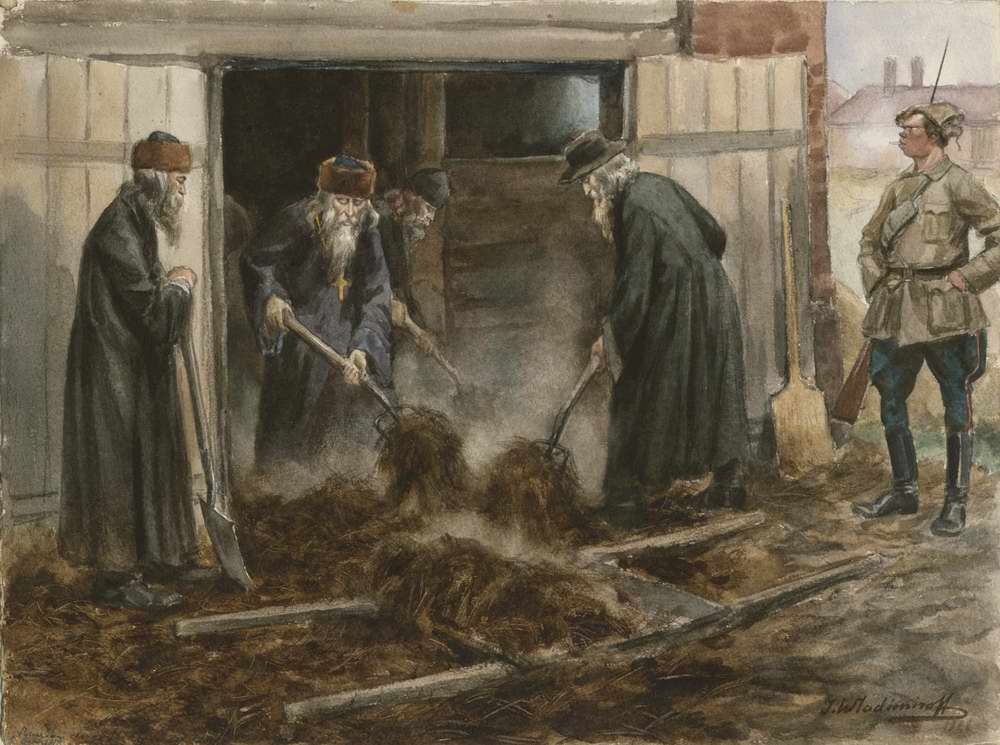
ロシア・ボリシェヴィキの命令で強制労働に従事する聖職者。 Ivan Vladimirov作。

1922年2月26日の新聞に「直接に礼拝に用いることのないすべての貴重品や金銀、宝石が接収され、飢餓救済中央委員会に役立てられる」という政府広報が布告された。
押収は3月初めからはじまり、各地で信徒と徴発隊とが衝突した。
1922年2月26日、イヴァーノヴォ県のシューヤという小さな都市で、信徒に向かって軍隊が発砲して、十人ほどが死亡した。これはシューヤ事件と呼ばれる。レーニンはシューヤ事件や飢饉を、反教会キャンペーンと、教会財産の接収に利用した。
1922年3月29日に、レーニンは政治局メンバーに宛てて、手紙を書いた。飢饉が、「敵の頭に瀕死の一撃を与え」るチャンスだというものであった。
飢えた人々が人肉を食らい、道に何十、何百という死体が転がっている今こそ、この瞬間だけが、容赦ない力で教会財産を没収することができる（したがって没収すべき）チャンスなのだ。圧倒的多数の農民大衆が我々を支持することができ、この一握りの黒百人組と反動的プチブルの聖職者を支持することができないのは、まさに今現在であり、この瞬間を置いてないのだ—レーニン、『共産主義黒書 《ソ連篇》』
教会財産の没収は、1922年3月から5月にピークを迎えた。1414件の事件が起きた。教会側の資料によると、1922年に、司祭2691人、修道僧1962人、修道女3447人が殺された。ティーホン総主教はモスクワのドンスコイ修道院に軟禁された。

### 飢饉の終息
1922年9月27日、「新規の収穫に伴い、飢饉の先鋭化は停止した」という理由により、「飢饉後遺症（ポスレゴロダ）特別委員会」を設置することが決定された。代わりに、全ロシア中央執行委幹部会によって、飢饉の援助機関である「ポムゴル中央特別委員会」の活動は1922年10月15日に終了することになった。公式な飢饉終息宣言である。
しかし、実際には、1923年4月になっても、飢饉罹災16県に飢餓民550万人が登録されていた。
コンドラシンは、1922年にヴォルガ地方の農民運動が終焉したのは、ソヴィエト国家の新政策が、農民の利益を十分に満たしたからだとする。
石井規衛によれば、1922年は天候が順調で豊作となったこともあり、農村に避難していた労働者が夏に都市の工場にもどりはじめ、この時から急速に経済は上向きになり、戦前の水準に近づくこととなった。

## その後

### ソ連の公式見解
1921年の飢饉についてソ連はアメリカによる陰謀、アメリカ救済委員会による反革命活動であったとの説明を続けた。
1930年の『ソヴィエト小百科事典』では、アメリカ救済委員会は慈善活動という口実でアメリカ国内における生産の危機を軽減しようとしたとした。
1950年代の『ソヴィエト大百科事典』（第二版）になると、アメリカ救済委員会は「スパイ活動をおこない、反革命分子を支援するためにその機関を利用した」と書いた。1970年の第三版『ソヴィエト大百科事典』によると、アメリカは、飢餓への援助を「反革命分子とサボタージュ、スパイ活動を支援するために利用したと書いた。

### ホロドモール
スターリンによる農業集団化とクラーク撲滅運動によって、1930年代にはウクライナをはじめとして大飢饉（ホロドモール）が発生した。